# ألبرت جي. بيرسون
ألبرت جي. بيرسون هو محامي وقاضي وسياسي أمريكي، ولد في 20 مايو 1846 في سنترفيل في الولايات المتحدة، وتوفي في 15 مايو 1905 في وودزفيلد في الولايات المتحدة. نشط حزبياً في الحزب الديمقراطي. وقد انتخب عضو مجلس ولاية أوهايو ‏ وانتخب عضو مجلس النواب الأمريكي ‏.